# Домброч
Домброч (пол. Dąbrocz) — село в Польщі, у гміні Модлібожиці Янівського повіту Люблінського воєводства.
У 1975-1998 роках село належало до Тарнобжезького воєводства.